# Tableau Software
Tableau Software est une société de logiciel américaine, partie du groupe Salesforce, dont le siège se trouve à Seattle. Elle conçoit une famille de produits orientés visualisation de données.

## Histoire
La société est fondée à Mountain View (Californie) en janvier 2003 par Chris Stolte, Christian Chabot et Pat Hanrahan. Leur vision était de commercialiser le résultat d'une recherche menée au département d'informatique de l'Université Stanford entre 1999 et 2002. Le professeur Pat Hanrahan et le doctorant Chris Stolte étudiaient les techniques de visualisation pour explorer et analyser les bases de données et des cubes de données relationnelles et conduissent la recherche vers l'utilisation et la visualisation de base de données relationnelles multidimensionnelles. Ensemble, ils conçoivent Visual Query Language (VizQL), un langage de programmation structuré pour l'interrogation de bases de données et de présentation graphique des résultats. VizQL est constitué du noyau du système Polaris et d'une interface pour explorer de grandes bases de données multi-dimensionnelles. 
En 2003, la société voit le jour sous le nom éponyme des travaux de Stanford. Le produit interroge les bases de données relationnelles, cubes, les bases de données cloud et les feuilles de calcul et génèrent un certain nombre de graphiques qui peuvent être combinés dans des tableaux de bord et partagés sur un réseau intranet ou sur internet. Les fondateurs déménagent la compagnie à Seattle en octobre 2003.
Le 17 mai 2013,  Tableau software est introduit au New York Stock Exchange, à la bourse de New York où elle atteint une valorisation de 250 millions de dollars. Avant son introduction en bourse, Tableau software avait levé plus de 45 millions de dollars auprès d'investisseurs tels que NEA et Meritech (en).
Les revenus 2013 de l'entreprise atteignent 232,44 millions de dollars, soit une croissance de 82% par rapport à 2012 (où les revenus étaient de 128 millions de $). En 2010, Tableau a déclaré des recettes de 34,2 millions de dollars. Ce chiffre est passé à 62,4 millions de $ en 2011 et 127,7 millions de $ en 2012. Les bénéfices durant les mêmes périodes étaient respectivement de 2,7, 3,4 et 1,6 million de dollars.
En juin 2019, Salesforce annonce acquérir Tableau Software pour 15,3 milliards de dollars.

## Produits
Tableau software propose six produits principaux : Tableau Desktop, Tableau Server, Tableau Online, Tableau Prep, Tableau Reader et Tableau Public.
Tableau Public et Tableau Reader sont gratuits, alors que Tableau Server et Tableau Desktop n'ont qu'une période d'essai gratuite de 14 jours, ensuite il faut acheter une licence. Il existe une version professionnelle de Tableau Desktop et une version personnelle à moindre coût. Tableau Online est disponible avec un abonnement annuel pour un seul utilisateur et peut évoluer vers la prise en charge de milliers d'utilisateurs.

### Versions du produit
En 2018, les versions disponibles sont les suivantes :
- Tableau Desktop : version 10.5
- Tableau Server : version 10.5

## Retrait de Wikileaks
Le 2 décembre 2010, Tableau software est l'une des premières sociétés à retirer son soutien à WikiLeaks, à la suite de la publication de télégrammes du Département d'État des États-Unis. La société déclare que cette décision n'est pas prise à la légère ; et reconnait agir en réponse à la demande de Joseph Lieberman, président du Comité sur la sécurité intérieure du Sénat, qui a encouragé publiquement les entreprises à cesser d’offrir leurs services à l’organisation de Julian Assange.
Le 21 février 2011, Tableau software met à jour sa politique de données. Le blog précise les deux principaux changements : un processus de plainte formelle est créé, et la liberté d'expression devient un principe directeur. Il annonce par ailleurs la création d'un conseil consultatif pour aider l'entreprise à se positionner sur les futures situations qui pourraient poser des problèmes. Robert Kosara de Tableau Software a comparé la nouvelle politique au Digital Millennium Copyright Act, et a estimé qu'avec cette nouvelle organisation, le problème Wikileaks ne se poserait pas[pas clair].